# Grigori Adamov
Pour les articles homonymes, voir Adamov.
Œuvres principales
- Le Secret des deux océans[1]

Grigori Boissovitch Adamov (en russe : Григо́рий Бори́сович Ада́мов), né le 18 mai 1886 à Kherson et mort le 14 juillet 1945 à Moscou, est un écrivain de science-fiction soviétique. 

## Biographie
Grigori Adamov, de son vrai nom Grigori Guibs (Григо́рий Ги́бс) naît à Kherson, septième enfant de la famille d'un menuisier. À l'âge de 15 ans, il rejoint un cercle de jeunes révolutionnaires, il est arrêté à plusieurs reprises. Il étudie au gymnase, mais se voit expulsé de l'avant-dernière année. En 1906, pour trouble à l'ordre public, il est assigné à résidence dans la province d'Arkhangelsk, d'où il s'enfuit. Il participe à l'action visant à détruire les dossiers judiciaires sur la mutinerie du cuirassé Potemkine. Pour agitation révolutionnaire sur les navires de la flotte de la mer Noire, il est condamné à trois ans de prison et purge sa peine à Kherson.
En 1911-1914, Adamov est rédacteur du journal social-démocrate Youg à Kherson. Après 1917, il travaille au Commissariat du Peuple de l'industrie alimentaire et à la Maison d'édition d'État. Ses écrits sont publiés dans les revues Nachi dostijenia [Nos réalisations] et Za Industrializatsiu [Pour l'industrialisation] édité par Mikhaïl Koltsov. A partir du 1930, il devient écrivain professionnel et membre de l'Union des écrivains soviétiques. 
L'œuvre la plus célèbre d'Adamov est le roman Le Secret des deux océans (1938 ; 1939), qui raconte le voyage de Leningrad à Vladivostok du sous-marin soviétique Pionnier. Comme la plupart des œuvres d'avant-guerre en URSS, le roman contient un nombre de clichés : un espion traître parmi l'équipage, la lutte contre les « agents de l'impérialisme », l'exécution réussie des ordres du parti et du gouvernement, des exposés sur la science et la technologie, dont l'auditeur reconnaissant est le pionnier Pavlik, sauvé sur une banquise dans l'océan Atlantique. En 1956, le roman est porté à l'écran par Konstantin Pipinashvili aux studios Kartuli Pilmi.